# Operosa
Operosa — ежегодный фестиваль классической музыки на Балканах, посвященный в основном опере; также включает концерты оркестровой, камерной, вокальной и сольной инструментальной музыки. Главное фестивальное событие проходит в городе Херцег-Нови, Черногория.

## История и деятельность

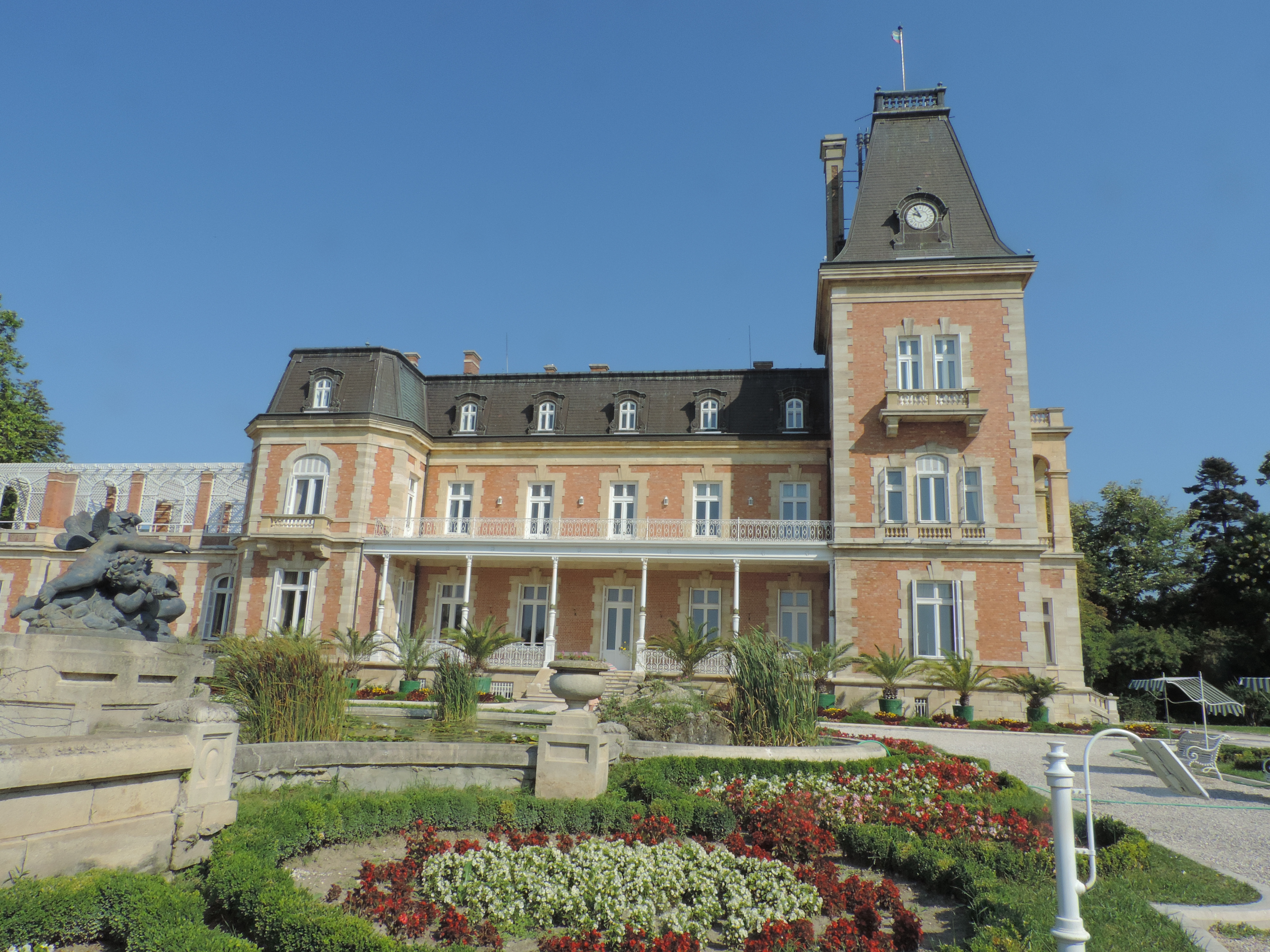
Евксиноградский дворец

Operosa была основана финской меццо-сопрано Катерин Хаатая в 2006 году с целью продвижения молодых талантов в области оперной и классической музыки и активного предоставления возможностей продюсерской работы молодым артистам. Первый оперный фестиваль под открытым небом стартовал уже в июне 2007 года в Варне под открытым небом в саду Евксиноградского дворца с оперой Моцарта «Дон Жуан». В следующем году фестивальные представления прошли в Софии в Национальном театре имени Ивана Вазова. В 2009—2010 годах Operosa вернулась в Евксиноград с операми «Человеческий голос» Фрэнсиса Пуленка и «Ромео и Джульетты» Шарля Гуно.

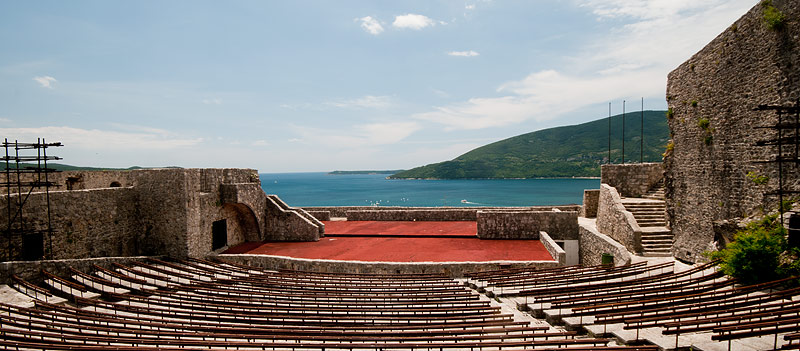
Амфитеатр в Канли Кула

В 2011 году Operosa поставила оперные спектакли в Сербии в Белградском молодёжном центре, что произошло в нём впервые. В 2012 году фестиваль был посвящён барочной опере с мастер-классами и постановкой «Pimpinone» Георга Телемана в здании Фонда Ильи Колараца в Белграде, а также в Бетахаусе в Софии. В 2013 году фестиваль состоялся в рамках «Ночи культуры» в черногорском городе Херцег-Нови. В сентябре 2014 года Operosa поставила первое международное полномасштабное оперное представление в Черногории в Тивате с «Ромео и Джульеттой» Шарля Гуно. С 2015 года оперный фестиваль Operosa проходит в Старом городе Херцег-Нови — в морской крепости Форте Маре и в амфитеатре под открытым небом в крепости Канли Кула.
Специальная образовательная программа Operosa Academia, которая была инициирована в 2012 году, работает в Болгарии, Сербии и Черногории. Она обеспечивает круглогодичное обучение молодых исполнителей оперной и классической музыки с мастер-классами, семинарами и небольшими оперными представлениями. Также фестиваль поддерживает наградами и стипендиями молодых балканских художников.
Operosa сотрудничает по обмену опытом с такими международными оперными заведениями, как Экс-ан-Прованский оперный фестиваль, Музыкальная капелла королевы Елизаветы, Альдебургский фестиваль, Хельсинкский фестиваль, театр Ла Монне, Голландская национальная опера и Фонд Галуста Гюльбенкяна через европейскую организацию European network of opera academies (ENOA). В 2017 году фестиваль был выбран для софинансирования программой Европейского союза по культуре Creative Europe.
В числе музыкантов и музыкальных коллективов, принимавших участи в фестивале Operosa были: певицы Дженнифер Лармор, Дарина Такова, Марияна Миянович b Катерин Хаатая; сценографы Джейми Вартан и Корделия Чизхолм; режиссёры Джон Ла Бушардьер, Мартин Ллойд-Эванс, Тим Хопкинс, Сет Йорра и Эшли Дин; художники по свету Саймон Кордер и Кевин Трейси; художник по костюмам Доменико Франки; органист Джереми Джозеф; дирижёры Эральдо Салмиери и Предраг Госта; Софийский симфонический оркестр, Камерный оркестр Варненской филармонии и Черногорский симфонический оркестр.